# Паромчик, Иван Павлович
 Ива́н Па́влович Паро́мчик (бел. Іва́н Па́ўлавіч Паро́мчык; 8 [20] февраля 1896, Новосёлки, Минская губерния — 7 июня 1960, Минск) — советский и белорусский государственный и партийный деятель. Член РСДРП с января 1917 года, позднее ВКП(б) и КПСС. Участник Первой мировой войны и Гражданской войны, партизан Великой Отечественной войны, полковник Красной Армии.

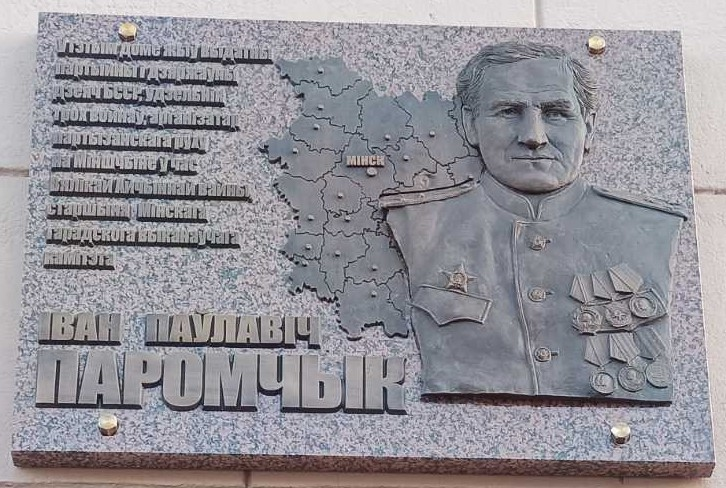
Мемориальная доска на доме в Минске, где жил Иван Паромчик. На доске изображена карта Минской партизанской зоны.

## Биография
Родился 20 февраля 1896 года в деревне Новосёлки (ныне Пуховичский район Минской области). Подростком начал работать на железнодорожной станции Пуховичи. Когда началась Первая мировая война, был мобилизован в Русскую императорскую армию в 1915 году. В январе 1917 года под влиянием большевиков вступил в РСДРП. Через месяц был избран в партийный комитет 436-го Новоладожского полка, проводил политическую работу среди солдат 12-й армии.

### Становление
В начале 1918 года вступил добровольцем в Красную Армию, отличился в боях с войсками кайзеровской Германии, воевал на Западном фронте. Окончив пехотные курсы в Казани и получив звание красного командира, продолжил учёбу в Казанской высшей военной школе; после выпуска работал заместителем комиссара школы. В июле 1921 года в Белоруссии боролся с бандами Б. В. Савинкова и С. Н. Булак-Булаховича.
С 1925 года — на советской и партийной работе: председатель Пуховичского районного исполкома, секретарь Минского окружного исполкома, секретарь райкома партии в городах Узда и Плещеницы, инструктор ЦК компартии Белоруссии (КП(б)Б). С апреля 1941 года работал в наркомате мелиорации БССР.
В первые дни Великой Отечественной войны вместе с женой и тремя детьми эвакуировался на Урал, затем в Сибирь.

### Партизанская борьба в оккупированной Белоруссии
В августе 1942 года Центральным комитетом компартии Белоруссии направлен из Москвы на оккупированную фашистами территорию Белоруссии для организации партизанской борьбы, в партизанский отряд «Разгром» в Червенском районе. Минский подпольный обком КП(б)Б, находящийся на острове Зыслов среди болот Любанского района в Полесье, и ЦК КП(б)Б приняли решение о создании на территории Минской области трёх межрайкомов партии Минской, Борисовской и Слуцкой партизанских зон. Минская зона объединяла Заславский, Дзержинский, Руденский, Пуховичский, Минский и Червенский районы.
С 3 октября 1942 года как член подпольного межрайкома КП(б)Б Минской зоны организовывал и развивал партизанское движение в шести оккупированных районах Минщины. Подпольный межрайком партии возглавлял боевые действия партизан и подпольщиков, занимался созданием подпольных райкомов партии и комсомола, работал с людьми на местах. Одним из первых решений 15 октября 1942 года Минский межрайком КП(б)Б сформировал партизанский отряд «25 лет Октября» и направил его в Дзержинский район. Позднее Минский межрайком КП(б)Б объединил отряды «Разгром», «Коммунист», «Искра» и «Знамя» в бригаду «Разгром» в Червенском районе и назначил командование. На базе четырёх отрядов была создана бригада «За Савецкую Беларусь». Начала выходить газета «В бой за Родину», орган Руденского подпольного райкома партии, печатались и распространялись листовки.

#### Командование партизанскими подразделениями Минской зоны
С 15 марта 1943 года секретарь подпольного межрайкома КП(б)Б Минской зоны и командир партизанских подразделений этой зоны (Имел конспиративное имя Суворов), где действовали более 10 тысяч партизан в составе 8 бригад: 1-й Минской, имени газеты «Правда», «Разгром», «За Савецкую Беларусь», «Полымя», имени С. М. Кирова, «Чырвоны Сцяг» и имени Н. А. Щорса. Идея укрупнения партизанских и подпольных отрядов исходила от Минского межрайкома КП(б)Б и была частью его организаторской работы. Недалеко от деревни Володута в Червенском районе был создан партизанский аэродром «Площадка Паромчика» для посадки и взлёта самолётов, связывающих партизан с советским тылом. В июне-октябре 1943 года наряду с многими боевыми действиями была подготовлена и проведена операция «Рельсовая война» в Минской зоне.

##### Расширение действий в Минске
С 4 октября 1943 года секретарь Минского подпольного горкома КП(б)Б после решения ЦК Компартии Белоруссии о ликвидации межрайкомов. Два предыдущих состава Минского подпольного горкома партии были арестованы в оккупированном Минске и убиты фашистами в 1942 году. Находясь в зоне врага в Червенском районе, И. П. Паромчик нацелил партизанские подразделения, дислоцирующиеся в Червенском и Пуховичском районах, на расширение действий в оккупированном гитлеровцами Минске: ведение разведки, установление связей с подпольщиками, развитие подпольной борьбы в городе, спасение населения от угона в фашистское рабство, распространение центральных газет и листовок в Минске. Работал с командирами и политработниками 1-й Минской бригады, бригады имени газеты «Правда» и других отрядов. Связь с руководством ЦК Компартии Белоруссии поддерживалась через разведчиков Г. С. Алексеева и И. П. Севостьянова. Третий состав Минского подпольного горкома КП(б)Б и редактор его газеты «Минский большевик» располагались на юге Минской области на базе отряда «Местные», а И. П. Паромчик продолжал действовать, находясь с партизанскими подразделениями на Минщине.

##### Подготовка к освобождению Минска
В декабре 1943 года по решению Минского подпольного обкома КП(б)Б его задачи были расширены, с целью сориентировать командование партизанских бригад и отрядов на проведение работы по сохранению предприятий, оборудования и жилого фонда, создавать группы по наблюдению за минированием фашистами объектов в Минске. В соответствии с этим решением совместно с командованием партизанских бригад и отрядов Минщины организовывал работу по подбору будущих руководителей для освобожденного Минска. Благодаря организаторской и разъяснительной работе под его руководством из Минска и нескольких вражеских гарнизонов Смолевичского и Червенского районов были выведены более 500 семей, которые разместили в безопасной зоне и обеспечили продовольствием.
В июне-июле 1944 года Красная Армия провела крупномасштабную наступательную операцию «Багратион» и Минскую операцию, при поддержке партизан освободив Минск 3 июля 1944 года. В ходе военных действий была окружена 105-тысячная группировка фашистских войск, разгром которой завершился 11 июля 1944 года, что вошло в историю под названием «Минский котёл».
За мужество и героизм, проявленные в организации и ведении партизанской борьбы с немецко-фашистскими захватчиками на оккупированной территории Белоруссии во время Великой Отечественной войны, был награждён боевыми орденами и медалями.

### Послевоенные годы
С июня 1945 года работал председателем Минского городского исполнительного комитета и руководил организацией восстановления разрушенной столицы Белоруссии. В письме от 13 июня 1945 года, направленном высшему руководству страны, он, совместно с Василием Козловым, Романом Мачульским и Иосифом Бельским, предложил ходатайствовать «перед союзным правительством о присвоении столице Белоруссии — городу Минску звания города-героя за его выдающееся участие в организации и развитии партизанского движения». Это звание было присуждено Минску только в 1974 году, когда И. П. Паромчика уже не было в живых.
Весной 1946 года стал заместителем Председателя Совета Народных Комиссаров БССР — Совета Министров. После выхода на пенсию являлся консультантом Председателя Президиума Верховного Совета БССР до своей скоропостижной смерти в июне 1960 года.

## Награды
- Орден Ленина (15 августа 1944 года)
- Орден Красного Знамени
- Орден Красной Звезды
- Медаль «Партизану Отечественной войны» I степени и II степени
- Медаль «За победу над Германией в Великой Отечественной войне 1941—1945 гг.»
- Медаль «За доблестный труд в Великой Отечественной войне 1941—1945 гг.»

## Интересные факты
- За особые заслуги, мужество и героизм, проявленные в партизанской борьбе против фашистов в Белоруссии во время Великой Отечественной войны, Иван Паромчик был представлен к званию Героя Советского Союза, но указ о его награждении не был подписан в Москве, так как представление о награждении не было отправлено из Минска из-за заинтересованности отдельного руководителя в присвоении ему звания героя себе.
- Скромность Ивана Паромчика не была секретом: он проживал с семьёй в маленькой квартире, отказался от дачи, передал в гараж Совнаркома БССР автомобиль, подаренный ему в личное пользование маршалом С. К. Тимошенко за заслуги в организации партизанской борьбы.
- После смерти его ордена по требованию Президиума Верховного Совета БССР были переданы туда в связи с наличием в них драгоценных металлов.

## Память
- Мемориальная доска установлена на фасаде дома № 28 по проспекту Независимости в Минске, в котором жил Иван Паромчик.
- ГУО «Средняя школа № 191 г. Минска имени И.П. Паромчика», где ему посвящена одна из тематических экспозиций школьного музея.